# Pierre Barougier
 (août 2022).
Si vous disposez d'ouvrages ou d'articles de référence ou si vous connaissez des sites web de qualité traitant du thème abordé ici, merci de compléter l'article en donnant les références utiles à sa vérifiabilité et en les liant à la section « Notes et références ».
Pierre Barougier est un documentariste français, né en 1971.

## Biographie
Diplômé de l'École nationale supérieure Louis-Lumière en 1992, il débute comme assistant opérateur sur des longs métrages tels que La Jeune Fille et la Mort de Roman Polanski, Tout le monde dit I love you de Woody Allen ou Les Acteurs de Bertrand Blier.
En 2002, il signe la photographie du premier long métrage de Marina De Van, Dans ma peau.
Il passe à la réalisation en 2001, avec Radio La Colifata, coréalisé avec Chloé Ouvrard, qui obtient le premier prix du Festival international du documentaire de création de La Rochelle. En 2006, Hors les murs, coréalisé avec Alexandre Leborgne, est sélectionné et primé dans de nombreux festivals à travers le monde. En 2005, il commence le tournage de son premier film pour le cinéma, Nous resterons sur Terre : sur des images tournées pendant quatre ans dans une vingtaine de pays, James Lovelock, Edgar Morin, Mikhaïl Gorbatchev et Wangari Maathai y témoignent de la perte du lien entre l'Homme et son environnement.
Ce n'est qu'un début, documentaire coréalisé avec Jean-Pierre Pozzi, sort au cinéma le 17 novembre 2010. Il relate une expérience d'ateliers à visée philosophique avec des enfants de maternelle.

## Filmographie
- 2001 : Radio La Colifata
- 2002 : Gauchos, un jour de fête
- 2004 : Désir d'école
- 2006 : Hors les murs
- 2007 : Les Maux savants
- 2009 : Nous resterons sur Terre
- 2010 : Ce n'est qu'un début
- 2013 : Objectif Nièvre en collaboration avec les élèves du collège Jean Rostand, à La Machine.